# Le Plessis-Macé
Le Plessis-Macé (también denominada  Plessix-Macé) era una comuna francesa situada en el departamento de Maine y Loira, de la región de Países del Loira, que el 1 de enero de 2016 pasó a ser una comuna delegada de la comuna nueva de Longuenée-en-Anjou al fusionarse con las comunas de La Meignanne, La Membrolle-sur-Longuenée y Pruillé.

## Demografía
| Gráfica de evolución demográfica de Le Plessis-Macé entre 1800 y 2013 |
|                                                                       |

Los datos demográficos contemplados en este gráfico de la comuna de Le Plessis-Macé se han cogido de 1800 a 1999 de la página francesa EHESS/Cassini, y los demás datos de la página del INSEE.